# Grojec (powiat chrzanowski)
Grojec – wieś w Polsce położona w województwie małopolskim, powiecie chrzanowskim, gminie Alwernia.
W latach 1975–1998 miejscowość należała administracyjnie do województwa krakowskiego. Integralne części miejscowości: Nowa Wieś, Pod Rudnem. Na północno-zachodnich krańcach wsi przebiega autostrada A4 (E40) z wyjazdem od strony Katowic i wjazdem w stronę Krakowa.

## Historia
- 1229 – pierwsza historyczna wzmianka dotyczy przyznania wsi przez sąd książęcy klasztorowi Benedyktynów w Tyńcu.
- 1554 – klasztor wymienił wieś ze Stanisławem Tęczyńskim na Kostrzec (Kostrze).
- 1581 – wieś Grodziec figuruje w księdze poborowej ziemi proszowskiej, należąca do hrabstwa tęczyńskiego.
- 1855 – wybuchła epidemia cholery, która pochłonęła wiele ofiar.
- 1858 – ukończono budowę Szkoły Ludowej.
- 1914 – powstaje Ochotnicza Straż Pożarna w Grojcu.
- 1939 – wieś została włączona do III Rzeszy. Granica z Generalnym Gubernatorstwem przebiegała na wschód od wsi.
- 1940 – powstała pierwsza organizacja konspiracyjna.
- 2008 – zatwierdzono nazewnictwo ulic.

### Historia eksploatacji glinek grojeckich
Na początku okresu jurajskiego w okolicach wsi znajdowało się rozległe jezioro, osadzały się w nim iły, kaolinit. W glinkach zachowały się odciski roślin. Znajdują się pokłady glinek ogniotrwałych tzw. grojeckich. W roku 1910 wydobyto ich ok. 600 wagonów. Kopalnia Stella w Grojcu czynna była do 1950 roku, a w roku 1956 została zlikwidowana.

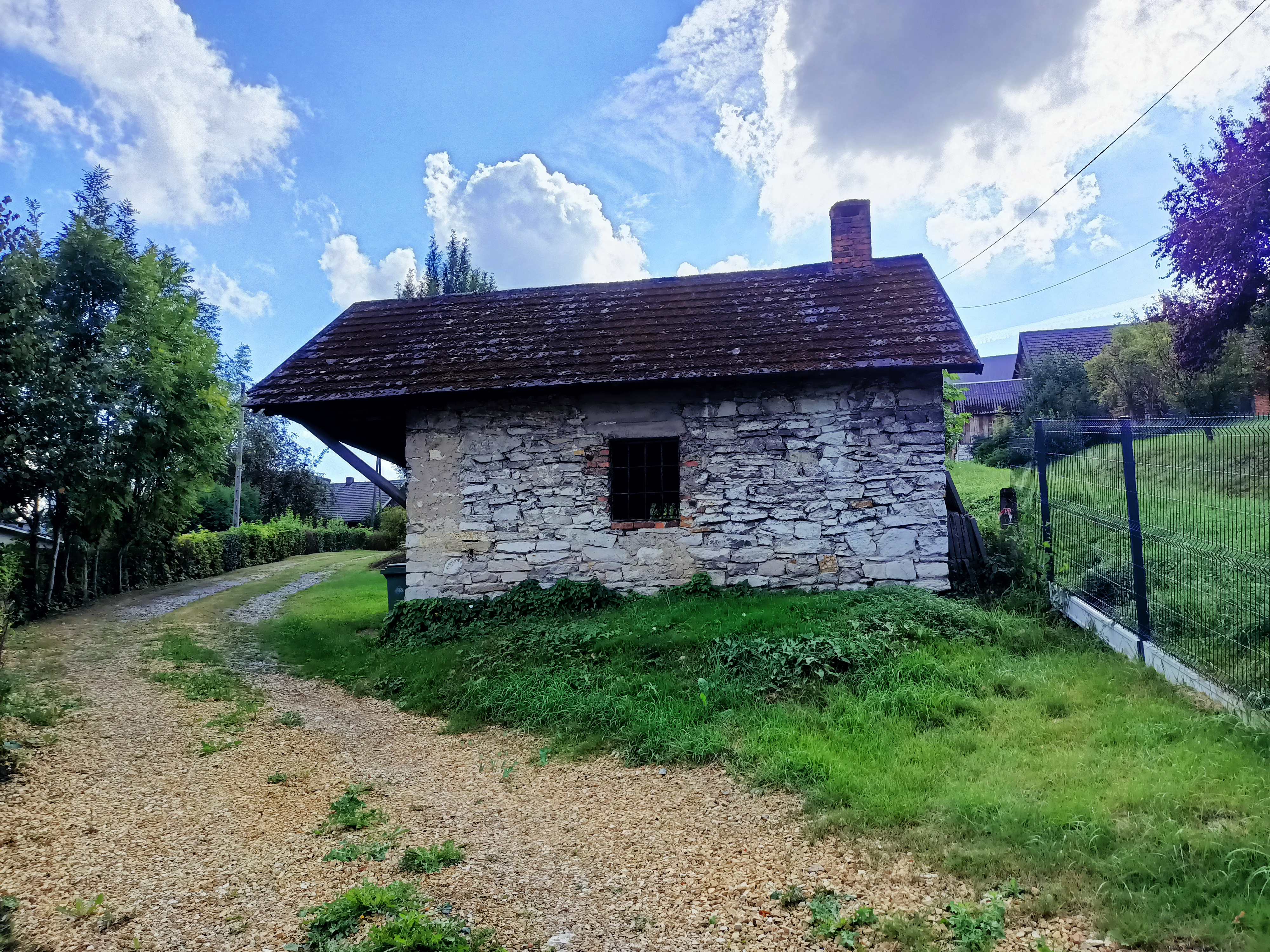
Stara Kuźnia w Grojcu
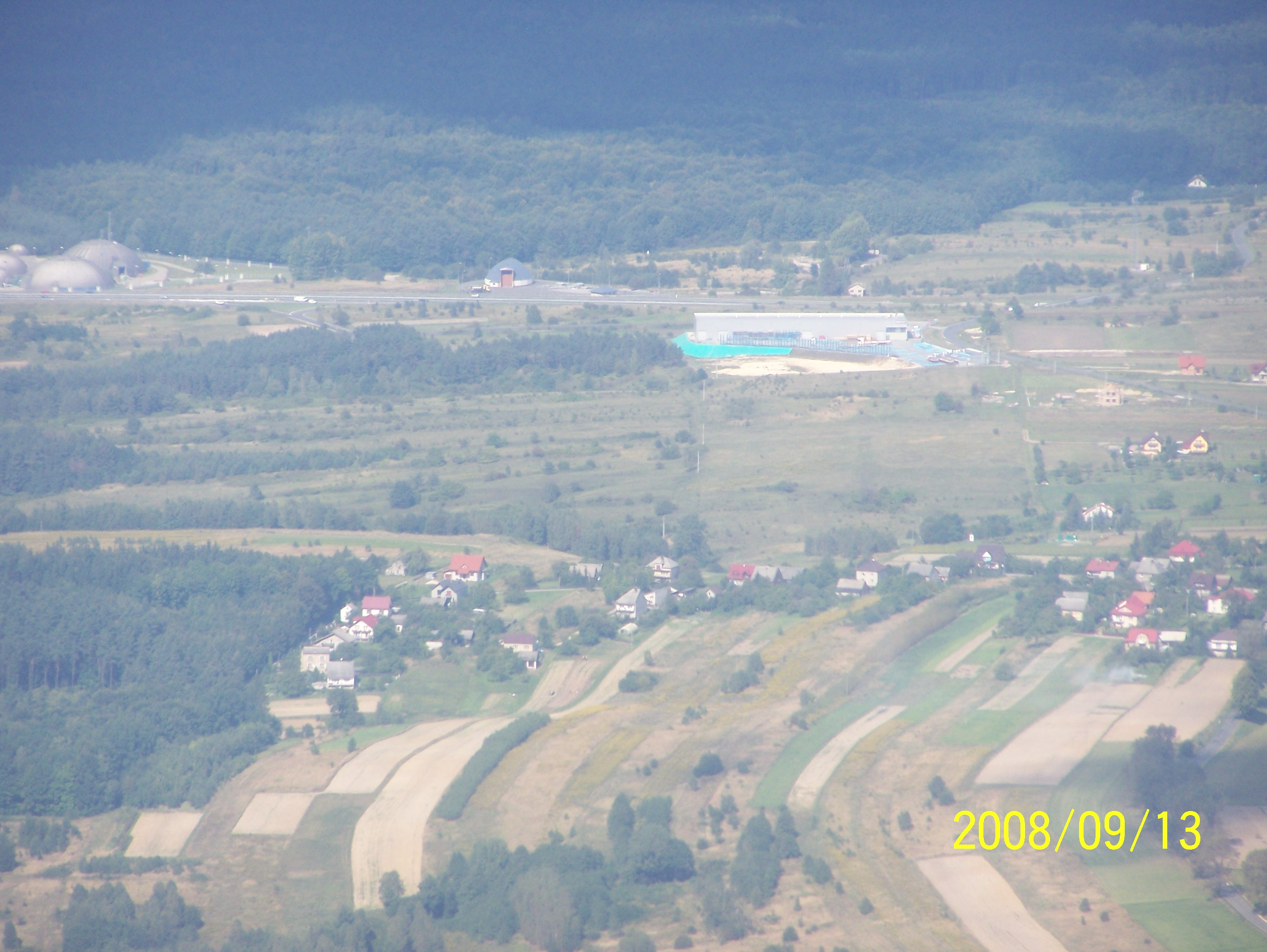
Widok na Brandyskę
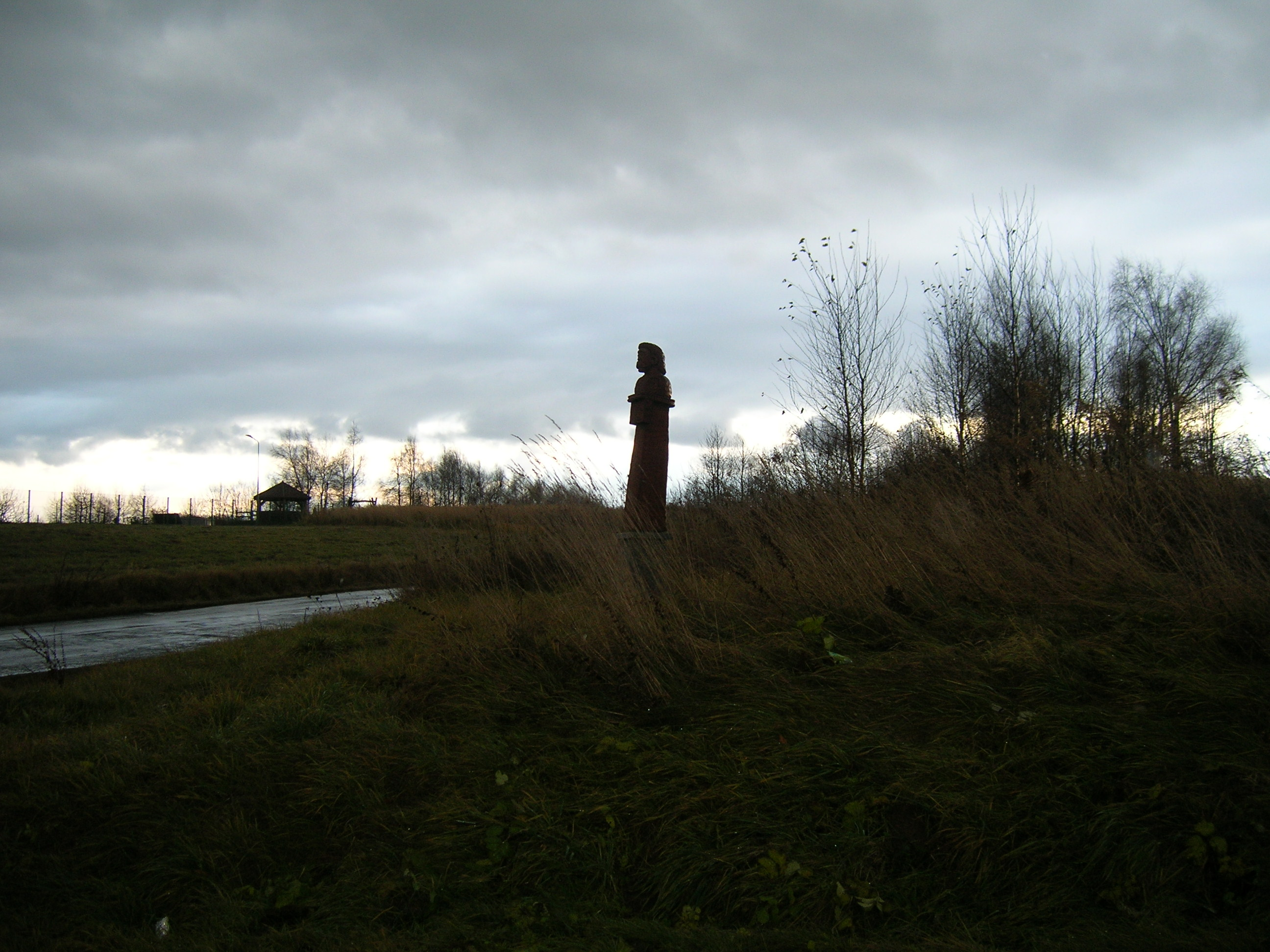
Łysa Góra

## Religia
Na terenie wsi działalność duszpasterską prowadzi Kościół rzymskokatolicki (parafia Ducha Świętego). Natomiast miejscowi Świadkowie Jehowy należą do zboru Krzeszowice-Zachód z Salą Królestwa w Krzeszowicach.